# Ferdinand Schneider (politik)
Ferdinand Johann Schneider (3. nebo 4. března 1811 Šumperk – 16. září 1885 Šumperk), byl rakouský politik německé národnosti z Moravy; poslanec Moravského zemského sněmu a starosta Šumperka.

## Biografie
Podle údajů z roku 1864 působil Schneider jako měšťan v Šumperku. Působil jako starosta Šumperka. Zdroje se rozcházejí ohledně časového vymezení jeho starostenského mandátu. V některých pramenech se uvádí, že úřad zastával od roku 1864 do roku 1870, v dobovém nekrologu se ovšem uvádí, že starostou byl od roku 1861 do roku 1870. Rovněž dobový tisk uvádí Schneidera coby starostu již v roce 1863. Výrazné bylo jeho působení v čele městské samosprávy během pruské okupace roku 1866. Za to mu císař udělil rytířský kříž. Získal tehdy Řád Františka Josefa. V lednu 1879 se stal i čestným občanem Šumperka a roku 1884 po něm byla pojmenována ulice v Šumperku (nynější Jeremenkova ulice). Postavil budovu domu Slovan, který pak věnoval městu Šumperk. Na veřejné a dobročinné účely rozdělil takřka celý svůj majetek. Až do sklonku svého života zasedal v okresní školní radě.
V 60. letech se zapojil i do vysoké politiky. V zemských volbách v roce 1861 byl zvolen na Moravský zemský sněm, za kurii městskou, obvod Šumperk, Staré Město, Zábřeh. Mandát zde obhájil v zemských volbách v lednu 1867. Zvolen byl i v krátce poté konaných zemských volbách v březnu 1867, zemských volbách 1870, zemských volbách v září 1871 i krátce poté konaných zemských volbách v prosinci 1871. Uváděl se jako pokrokář (tzv. Ústavní strana, liberálně a centralisticky orientovaná).
Zemřel v září 1885 ve věku 75 let. Pohřben byl na starém hřbitově v Šumperku a po založení nového hřbitova roku 1886 byly jeho ostatky patrně přemístěny na čestné pohřebiště.